# منصور غويي
منصور غويي (30 ديسمبر 1985 بداكار في السنغال - ) هو لاعب كرة قدم سنغالي في مركز الهجوم. لعب مع بولتيهنيكا تيميسوارا ونادي أورداباسي ونادي ريبنسيا تيميشوارا ونادي سيرفيت ونادي لوكوموتيف بلوفديف ونادي هجر وACS Viitorul Târgu Jiu ‏ وLPS HD Clinceni ‏ وبولي تيميشوارا ‏ وFC Gloria Buzău ‏.

## وصلات خارجية
- منصور غويي على موقع قاعدة بيانات كرة القدم.إي يو (الإنجليزية)
- منصور غويي على موقع Soccerway.com (الإنجليزية)
- منصور غويي على موقع عالم كرة القدم.نت (الإنجليزية)